# Vroutek (nádraží)
Vroutek je železniční stanice v severozápadní části města Vroutek v okrese Louny v Ústeckém kraji nedaleko potoka Podhora. Leží na neelektrizované jednokolejné trati Plzeň–Žatec.

## Historie
Stanice byla otevřena 8. srpna 1873 při zahájení provozu trati společnosti Plzeňsko-březenská dráha (EPPK) v úseku z Plas přes Žabokliky do stanice Březno u Chomutova, čímž bylo dokončeno celistvé dopravní spojení s Plzní. Budova vznikla dle typizovaného stavebního vzoru.
Po zestátnění společnosti 1. července 1884 v Rakousku-Uhersku pak obsluhovala stanici jedna společnost, Císařsko-královské státní dráhy (kkStB), po roce 1918 pak správu přebraly Československé státní dráhy. Ve 2. polovině 20. století byla původní budova nahrazena jednopodlažní novostavbou.

## Popis
Nachází se zde dvě jednostranná nekrytá nástupiště, k příchodu na nástupiště č. 2 slouží přechod přes koleje.